# Costum de Valencia
La Costum de Valencia (o en plural Costums de València) fue el corpus jurídico destinado a regular la vida de la ciudad de Valencia, con la pretensión de que se extendiera a todo el nuevo reino de Valencia. Fue promulgada por el rey de Aragón y conde de Barcelona Jaime I, al poco de la conquista cristiana, convirtiéndose en «el primer código legal del nuevo reino y también en su acta de nacimiento», ha señalado Antoni Furió. A partir de 1250 los Costums de València comenzaron a denominarse Fueros de Valencia, lo que mostraba la voluntad de Jaime I de que se convirtieran en la ley general del reino, siendo sancionados en la primera reunión de las Cortes valencianas celebrada en 1261.
El historiador Vicent Baydal ha destacado que el Costum de Valencia «representaba una novedad extraordinaria en el siglo XIII» ya que era una ley que se trataba de aplicar como derecho general de un nuevo reino. Los Costums de València «declaraban expresamente su uso general, al prohibir que los jueces utilizaran ninguna otra normativa "en la ciutat o alcun loch del terme altre del regne de València" ['en la ciudad o en algún otro lugar del término del reino de Valencia']». Sin embargo, el Costum solo se aplicaría en la ciudad de Valencia y en los núcleos de población que Jaime I controlaba directamente (aunque no en todos), ya que en los cedidos a nobles y eclesiásticos, como recompensa a su participación en la conquista, se regirían por los derechos que sus señores consideraran más adecuados a sus intereses (los nobles aragoneses aplicarán en sus dominios el fuero de Zaragoza y las órdenes militares se decantarán por las Costums de Lleida). «Por tanto, unos años después de la toma de la ciudad de Valencia el reino no estaba sometido de manera exclusiva a los Costums valentinos, sino que, por el contrario, constituía un mosaico jurisdiccional formado por diferentes derechos señoriales», ha puntualizado Baydal.
Así pues, como ha señalado Antoni Furió, la pretensión de que la Costum fuera la ley única y privativa del reino «era más teórica que efectiva, ya que los fueros aragoneses acordados con anterioridad no solo se mantuvieron vigentes, sino que continuaron concediéndose a nuevas poblaciones, como Villafamés o Vinaroz, establecidas por el mismo rey, al cabo solo de dos años de la promulgación de la Costum».

## Historia
Todo parece indicar que, al igual que los catalanes habían tenido un papel preeminente en la conquista de Mallorca, a los aragoneses se les había prometido que las nuevas tierras quedarían integradas en su reino consiguiendo de esta forma la salida al mar. Así lo parecen demostrar los primeros movimientos militares, encabezados por el noble aragonés Blasco de Alagón, y el hecho de que Burriana y Almazora, conquistadas por el propio Jaime I, fueron pobladas según el Fuero de Zaragoza. De hecho la nobleza aragonesa reclamó más tarde que el nuevo reino «debía ser poblado a su fuero». Pero, como ha señalado Vicent Baydal, «a partir de la toma de la capital todo fue diferente: Jaime I tomó la determinación de crear un territorio administrativo diferenciado, para lo que pidió una nueva compilación legal, que posiblemente fue confeccionada durante el sitio de la ciudad por un equipo de juristas de la cancillería real en el que destacaba Pere Albert, canónigo de la catedral de Barcelona».
Pere Albert tomó como base las rúbricas o títulos de los nueve primeros libros del Código de Justiniano: el texto se dividió en dos partes (la primera, los libros I al V, y la segunda, del VI al IX) con unos 750 capítulos (o fueros) cada uno. Numerosos capítulos provienen del mismo código; otros lo hacen del Digesto, del Liber Iudiciorum o de las Costums de Lleida, pero también existen algunas concordancias con el tratado De batalla facienda del propio Pere Albert, el Liber feudorum maior, los Usatges de Barcelona o las Decretales.
La primera vez que aparece denominada la Costum es en un privilegio de 21 de mayo de 1239. Según varios autores, la fecha de la reunión de los que acompañaron al rey en la conquista de Valencia y donde Jaime I, supuestamente, promulgó la Costum, fluctúa entre el mismo 9 de octubre de 1238, fecha en que entra en la ciudad de Valencia, o unos días después, o bien en el comienzo de 1239. Vicent Bayddal, siguiendo a Vicent García Edo, cree posible que Jaime I la publicara antes de finalizar el mismo año de 1238 en que conquistó Valencia, en lo que coincide Agustín Rubio Vela que considera que se habría promulgado a finales de 1238. Por su parte, Antoni Furió sitúa la promulgación de la Costum en la primavera de 1239 y señala como un hecho muy significativo que a partir de mayo de ese año los documentos valencianos aparezcan datados por el anno Domini, el sistema que se utilizaba en la tradición diplomática catalana, dejándose de emplear el sistema de era hispánica usado en el reino de Aragón (una prueba de que «hasta la caída de la capital, las tierras valencianas parecían destinadas a formar parte del reino de Aragón», añade Furió). De todas maneras, lo que destaca es la celeridad del rey al otorgar un código extenso y completo a la ciudad, con idéntica finalidad que los fueros extensos de procedencia aragonesa o catalana que estaban otorgándose en las localidades del norte valenciano, pero con la diferencia fundamental de que este código legal se creó ex novo, en un territorio conquistado, utilizando fundamentalmente el ius commune, el derecho romano y el canónico.

### DeCostumsaFurs
Probablemente en 1250 Jaime I reformó la Costum de Valencia con el objetivo de transformarla en la ley única y exclusiva del reino de Valencia con la denominación de «Fueros de Valencia». La voluntad del rey queda expresada en el prólogo en el que se dice que las Costums de Valencia no solo debían ser aplicados en la ciudad de Valencia sino en el conjunto del reino:

En aquesta reyal ciutat de València e en tot lo regne e en totes les viles, castells, alqueries, torres e en tots altres lochs en aquest regne edificats ho a edificar, sotmesos novellament per la volentat de Déu al nostre governament.
Vedam donchs que negunes altres costumes en la ciutat ho en alcun loch del terme altre del regne de València en acuna cosa o agen loch; mas per aquestes costumes la cort e·els jutges degen los pleyts jutyar e determmenar...
En esta real ciudad de Valencia y en todo el reino y en todas las villas, castillos, alquerías, torres y en todos los otros lugares en este reino edificados o por edificar, sometidos recientemente por la voluntad de Dios a nuestro gobierno.
Prohibimos pues que ningunas otras costumes en la ciudad o en algún otro lugar del reino de Valencia en alguna cosa tengan lugar; mas por estas costumes la corte y los jueces deben los pleitos juzgar y determinar...

De hecho en el primer capítulo de la primera rúbrica definía el territorio del reino de Valencia con una serie de puntos fronterizos principales: Puebla de Benifasar y el río Sénia por el norte; Ademuz y Fuente la Higuera por el interior; y Biar y Orcheta por el sur.
Aunque no se sabe con certeza, es posible que el cambio de denominación de Costums de València por el de Furs de València se produjera en 1250 con motivo de la reunión que mantuvieron en Morella el rey Jaime I y los principales prelados y nobles con señoríos en el reino. Parece que el texto de los Costums había sido ampliado con los privilegios particulares que había recibido hasta aquel momento la ciudad de Valencia (y al mismo tiempo el cargo de cúria, una denominación de origen catalán, había pasado a denominarse Justicia, un término aragonés, como el oficial que se encargaba de las causas judiciales).
Del texto original no se encuentran copias pero la mayor parte de sus capítulos están incluidos en los Fueros. Entre 1240 y 1261 la primitiva Costum fue ampliándose con numerosos privilegios reales, hasta llegar a una nueva redacción de los Fueros que se traduce al romance, y esta nueva versión se presentó, promulgó y juró por el monarca ante las primeras Cortes valencianas. En este mismo periodo la Costum se extendió a las poblaciones al sur de Almenara, mientras las tierras al norte de la ciudad de Valencia, que habían sido repobladas antes, tomaron como base el Fuero de Zaragoza o la Costum de Lleida. No obstante, aquellas repobladas con posterioridad, con independencia de la ubicación, fueron adoptando en algunos casos la Costum de Valencia, o bien los fueros ya vigentes en localidades vecinas.

## Fuente primaria
- Furs e ordinacions del regne de Valencia (en catalán y latín). Valencia: Lambert Palmart, a despes. de Gabriel Luis de Arinyo. 1482. Consultado el 10 de febrero de 2016.

- Datos: Q22696289